# Vezér Mihály
Vezér Mihály (Ajka, 1960. október 30. –) magyar közgazdász, politikus, 1990 és 2002 között, illetve 2006 óta Százhalombatta polgármestere. Korábban az SZDSZ tagja volt.

## Életpályája
1960. október 30-án született Ajkán, Herenden nevelkedett. Főiskolai tanulmányait a Pénzügyi és Számviteli Főiskolán illetve a Budapesti Közgazdaságtudományi Egyetemen végezte. Százhalombattára 1985-ben költözött, ahol a Dunai Kőolajipari Vállalatnál dolgozott, majd 1986-ban a helyi művelődési központ gazdasági igazgatója lett. 1988-ban kinevezték a Városi Tanács Pénzügyi és Terv Osztálya vezetőjének.
Az 1990-es önkormányzati választásokon bekerült a város képviselő-testületébe, amelynek október 20-i alakuló ülésén Százhalombatta polgármesterévé választották, az SZDSZ és a Fidesz támogatásával. Az 1994-es önkormányzati választáson immár közvetlenül a választópolgárok szavaztak bizalmat neki, szintén az SZDSZ és a Fidesz színeiben. 1998-ban megismételte sikerét, harmadik ciklusra is polgármester lett.
Vezér Mihály az SZDSZ képviseletében az 1998-as országgyűlési választáson sikertelenül indult a Pest megyei 8-as számú, Érd központú választókerületben. A második forduló előtt Miklós László MSZP-s jelölt javára visszalépett.
2002 januárjában bejelentette, hogy kilép az SZDSZ-ből, függetlenként kívánja folytatni városvezetői munkásságát, a politikai közélet hangnemének eldurvulására és a megosztottságra hivatkozva. A 2002-es önkormányzati választáson alulmaradt Benedek László háziorvos, MSZP-jelölttel szemben, így 12 év után képviselőként folytatta politikai pályafutását. A 2006-os önkormányzati választásokra megalakította az Értünk Százhalombattai Közéleti Egyesületet (ÉSZKE), amelynek jelöltjeként ismét polgármester lett. 2010-ben, 2014-ben, 2019-ben és 2024-ben is újraválasztották.
2015 áprilisában elismerte, hogy a bedőlt Hungária Értékpapír Zrt.-nél tárolt befektetéseiből névértéken 1,9 milliárd forintot bukott az önkormányzat.
Előszeretettel használja a PhD titulust, bár ennek nyomát sehol nem találni, sőt többszöri, ezzel kapcsolatos sajtómegkeresés ellenére az egyetemi diplomáját sem tudta megmutatni, az érdemi válaszadást azzal ütve el, hogy a diplomája „nem található”.

## Családja
Nős, felesége Diks Erika közgazdász. Három gyermekük van, Márton (1989), Judit (1991) és Mátyás (1994).

## Könyv
- A nonprofit szektor és az egészségügyi, szociális szolgáltatások. A nonprofit szervezetek szociológiai és társadalom-gazdaságtani problémái; szerk. Szretykó György, Vezér Mihály; Comenius, Pécs, 2008